# KT100

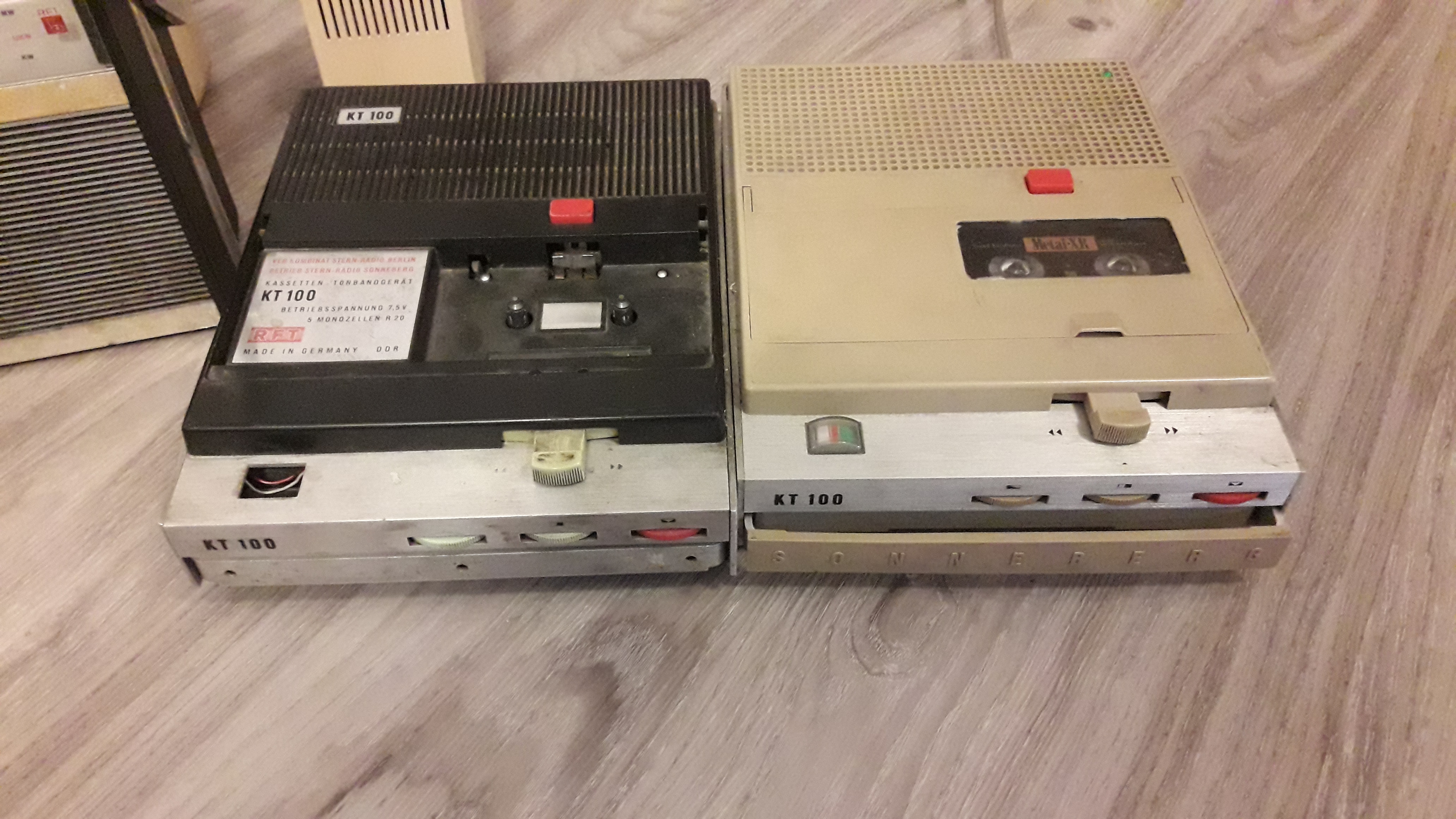
KT100 in 2 unterschiedlichen Baujahren, das jüngere hat ein Lochraster für die Lautsprecherabdeckung. Die LED ist erst in jüngerer Zeit hinzugekommen und dient nur der Netzanzeige.

Das KT100 ist der erste in der DDR produzierte tragbare Kassettenrekorder. Das Gerät wurde erstmals auf der Leipziger Herbstmesse 1969 neben dem Farbfernsehgerät „Color 20“ vorgestellt. Es handelt sich hierbei um eine Gemeinschaftsentwicklung zwischen VEB Sternradio Sonneberg in Thüringen und dem Zentrallaboratorium Rundfunk und Fernsehen Dresden. Der Produktion erfolgte von 1969 bis etwa 1974 in Sonneberg.
Als Speichermedium wurde die von Philips 1963 erfundene Compakt-Cassette oder auch Musikkassette verwendet. Diese wurden noch direkt im VEB ORWO Wolfen hergestellt. Die Werke Premnitz und Dessau kamen später hinzu. Für den Netzbetrieb war ein externes Netzteil, welches speziell für das KT100 produziert wurde, nötig.
Für Aufnahmen waren eine externe Tonquelle (Radio, Plattenspieler) mit einer Diodenbuchse und ein passendes Kabel notwendig. Mit sogenannten R20-Zellen (Monozellen) war ein netzunabhängiger Betrieb von bis zu 40 Stunden möglich.
Die Aufnahmen waren der Zeit entsprechend nur in Mono möglich, die „Westgeräte“ waren zu dem Zeitpunkt auch nicht viel weiter. Ebenso fehlte dem Gerät eine Aussteuerautomatik, die Aufnahmen mussten mit der Hand einmalig ausgesteuert werden. Dazu war das Drehspulinstrument am Gerät vorhanden.
Das KT100 wurde durch Neuentwicklungen etwa ab 1973 abgelöst. 1972 kam der erste Radiorecorder R160, welcher schon standardisierte Baugruppen enthielt, in die Läden, 1974 das KT300 „Sonett“. 
Der Neupreis für den KT100 betrug 635,- Mark der DDR.

## Gerätebeschreibung
Das Gehäuse besteht aus 2 Plastikschalen mit umlaufendem Aluminiumprofil als drittem gestalterischen Element, welches sehr sauber verarbeitet war. Das Profil bildete einen Rahmen, welcher die meisten Innereien, also das Laufwerk, das Instrument und die Anschlussbuchsen, hielt. Am Laufwerk war die Leiterplatte des Aufnahme/Wiedergabeverstärkers und NF-Endstufe befestigt, eine zur damaligen Zeit übliche Konstruktion. Der Lautsprecher aus dem KWH (Tridelta) ist an der Oberschale mit Metallfedern befestigt, das Batteriefach ist Bestandteil der Unterschale. Die Kassettenklappe ist eingerastet, trägt aber nicht zur Stabilisierung im Abspielbetrieb bei. Es ist nur ein erleichtertes Herausnehmen der Kassette möglich. Es gibt auch keinen Kassettenauswurf. Der einschiebbare Tragegriff besteht aus einem Aluminiumprofil und ist auf der nach vorne gerichteten Seite mit einem Plastesteifen mit reliefartiger Aufschrift „Sonneberg“ verziert. In der Regel haben die Plasteteile die gleiche Farbe. Es gab während des Produktionszeitraumes Vereinfachungen und Überarbeitungen, zu nennen ist der Ort der Typbezeichnung und das ‚Lautsprechergitter‘.

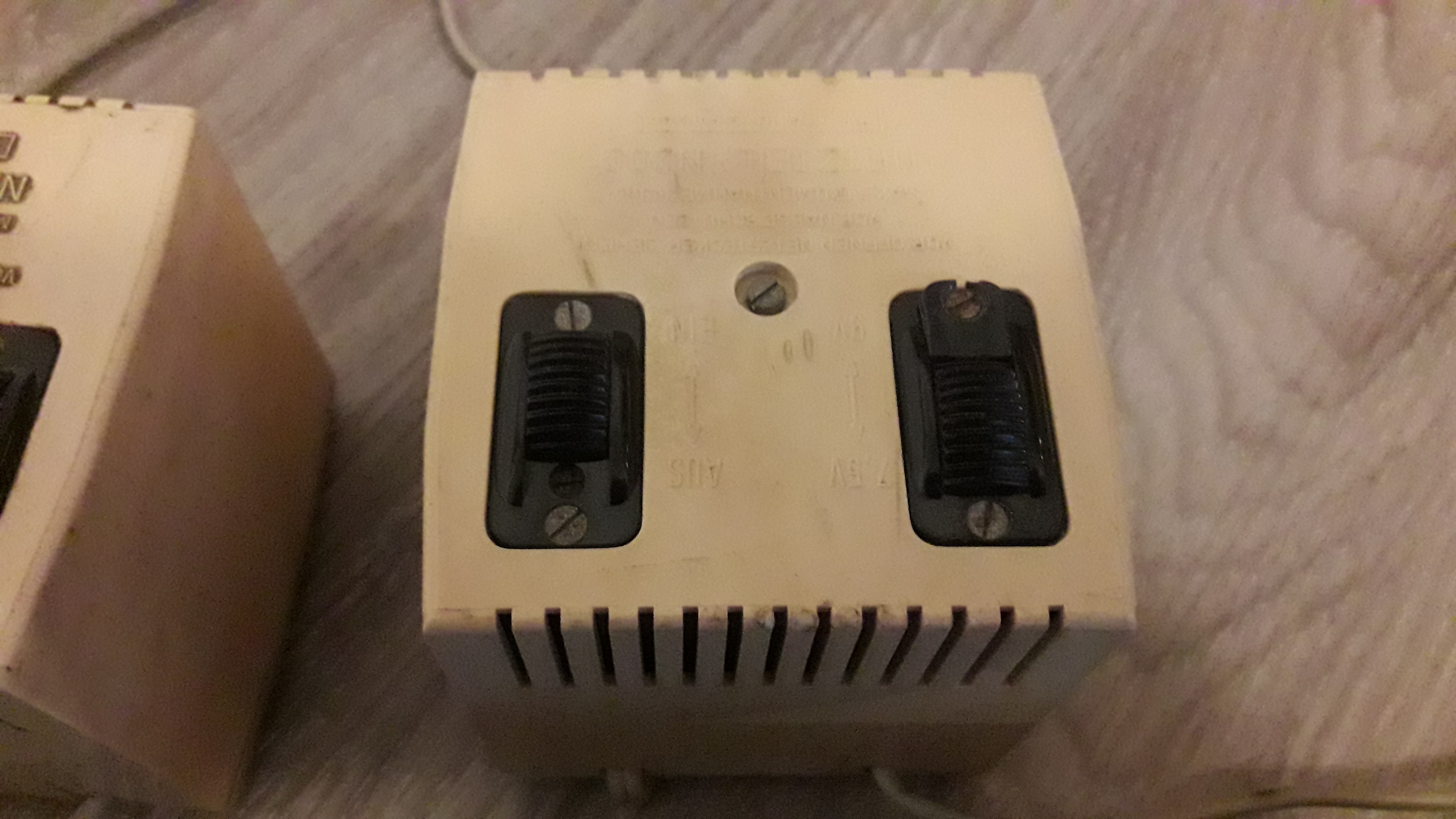
Bei diesem Netzteil wurde die Stellung 9V blockiert.

Das robuste Laufwerk ähnelt im Aussehen und Bedienung dem eines Philips EL 3300, ebenso das äußere Design. Dieses wird nur über einem Hebel bedient. Zur Aufnahme ist zusätzlich der rote Knopf einzudrücken und der Laufwerksschieber zur Kassette zu bewegen. Die daran befestigte Kopfplatte schob die 2 Köpfe und die Andruckrolle in die Öffnungen der Kassette. Ebenso gab es einen mechanischen Aufnahmesperrfühler, war dieser aktiv, konnte der rote Aufnahmeknopf nicht eingedrückt werden. Der Fühler ist in Gebrauchslage oben links im Kassettenfach zu sehen. Die Kassetten hatten dazu Aufnahmesperrzungen, welche herausgebrochen werden konnten. Das Spulen erfolgt, indem der Hebel in entsprechende Richtung gedrückt wird.
Neben dem Bedienelement für das Kassettenlaufwerk gibt es noch einen Lautstärkeregler, Klangregler und den bereits erwähnten Aufnahmeregler.
Die Elektronik ist recht übersichtlich, eine Mithörfunktion bei Aufnahme ist nicht vorgesehen. Zweckmäßigerweise sitzen die Leiterplatten des Aufnahme/Wiedergabe-Verstärkers und die Motorregelung direkt auf den entsprechenden Bauteilen. Das Gerät wird über das Laufwerk eingeschaltet, das Instrument dient bei der Wiedergabe als Batterieanzeige, bei Aufnahme als Aussteueranzeige. Die Bestückung entsprach dem damaligen Stand der Technik und braucht sich nicht hinter der „Westtechnik“ verstecken. Es besitzt sogar einen kleinen Löschgenerator, dieses Feature hat sich bis zum Ende der DDR bei allen danach gefertigten Kassettengeräten gehalten.

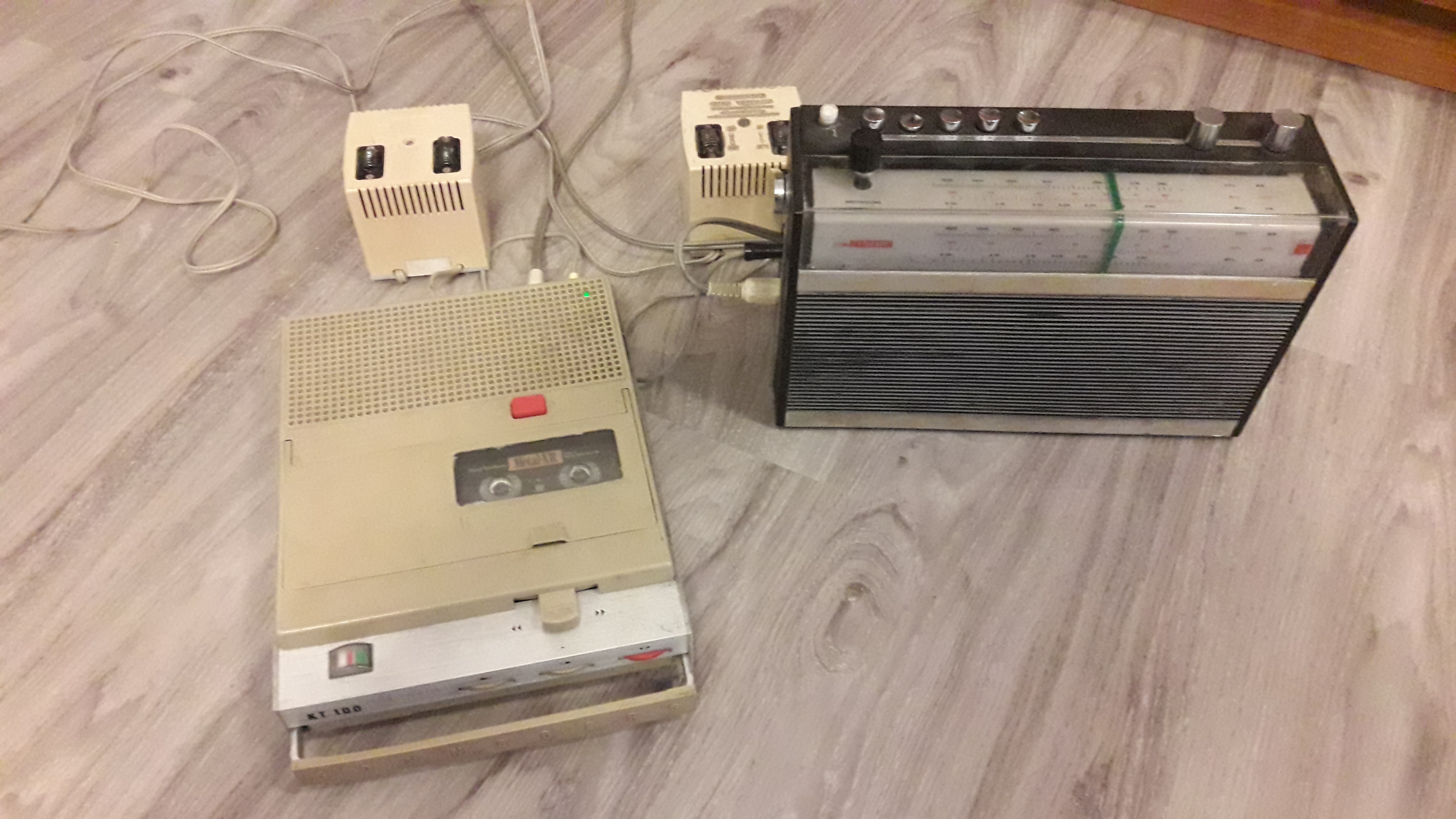
Ein typischer Anwendungsfall, ein Reiseempfänger „Stern Dynamik“ mit KT100 in den 1970ern.

Im Laufe des Produktionszeitraums gab es immer wieder kleine Änderungen.